# Associació Casal dels Infants
El Casal dels Infants és una entitat social i educativa que, des de 1983, fa costat a infants i joves en risc d'exclusió social.
El 2000 va rebre la Medalla d'Honor de Barcelona, i el 2007 la Creu de Sant Jordi. L'any 2013 va rebre el Premi per la Pau que atorga l'Associació per les Nacions Unides a Espanya.